# Besançon-Tarot

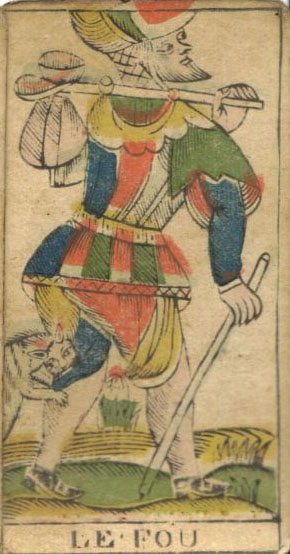
Der Narr im Besançon-Deck von Renault (ca. 1820)

Als Besançon-Tarot, auch Schweizer Tarot oder unspezifisch Tarot de Besançon, wird ein Typus von Tarot-Decks bezeichnet, der sich von den älteren Formen der Kartensätze vom Marseille-Typ ableitet, aber charakteristische Unterschiede aufweist.
Karten dieses Typs wurden ab der Mitte des 18. Jahrhunderts vor allem in der Schweiz hergestellt. Der Name stammt von der französischen Stadt Besançon, in welche die Hersteller zu Beginn des 19. Jahrhunderts die Produktion verlagerten. Die Karten wurden jedoch nicht nur in der Schweiz oder in Besançon hergestellt, sondern etwa ab 1750 in einem ausgedehnten Gebiet, zu dem Südfrankreich, die Schweiz und auch Süddeutschland gehörten.
Kennzeichnend für Kartensätze des Besançon-Typs ist, dass die traditionell als Die Päpstin und Der Papst bezeichneten Karten statt Papst und Päpstin die römischen Gottheiten Juno und Jupiter zeigen. Es wird angenommen, dass diese Umbenennung erfolgte, um die Verletzung religiöser Empfindlichkeiten in einem von konfessionellen Gegensätzen geprägten Verbreitungsgebiet zu vermeiden.
Weitere Besonderheiten des Besançon-Typs gegenüber dem Marseille-Tarot sind:
- Amor zielt mit verbundenen Augen auf die Liebenden.
- Das Gesicht des Mondes erscheint nicht im Profil, sondern von vorne.
- Die Welt wird nicht tanzend, sondern im Kontrapost stehend gezeigt.

Namentlich bekannte Hersteller von Kartensätzen dieses Typs sind:
- Jean-Baptiste Benois
- Suzanne Bernardin
- J. Blanche
- J. H. Blanck et Tschann
- Louis Carey
- Andreas Benedict Göbl
- Arnoult Grimaud
- François Héri
- Jean Jerger
- A. Kirchner
- Joseph Krebs
- Pierre Lachapele
- Nicolas François Laudier
- Jean Pierre Laurent
- Arnoult Lequart
- Guillaume Mann
- Johann Pelagius Mayer
- Renault
- Bernhard Schaer
- Jean Tissot
- Wolfgang Weber

Zu den Besançon-Tarots gehören auch das Tarot 1JJ, das einen eigenen Untertypus darstellt (zu den Einzelheiten siehe dort), und das Tarot d’Épinal, das auch spezifische Abweichungen aufweist. Es wurde um 1830 oder um 1850 von der Kartenmaufaktur Pellerin in Épinal hergestellt, die Holzstiche stammen von François Georgin (1801–1863). Zu den Besonderheiten gehört eine zusätzliche Karte mit dem Titel Consultant, die offenbar als Signifikator verwendet wurde, weshalb man annehmen kann, dass die Karten auch zu divinatorischen Zwecken verwendet wurden, und nicht, wie bei Kartensätzen dieses Typs in jener Zeit üblich, ausschließlich zum Kartenspiel.
Die untenstehenden Abbildungen der 22 Trumpfkarten stammen aus einem von Renault aus Besançon um 1820–1830 hergestellten Deck mit kolorierten Holzschnitten. Das Deck basierte auf einem um 1800 entstandenen Kartensatz von Jean Jerger, ebenfalls aus Besançon.

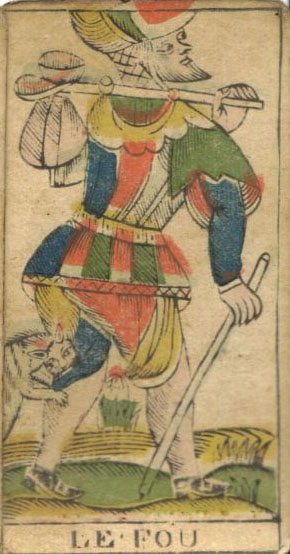
Der Narr
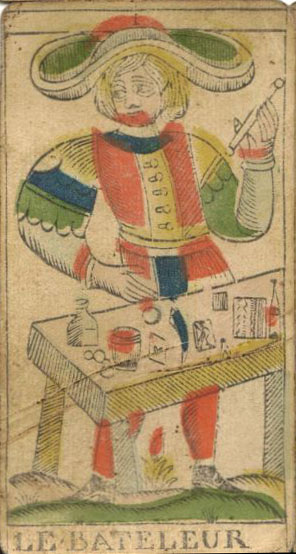
Der Magier
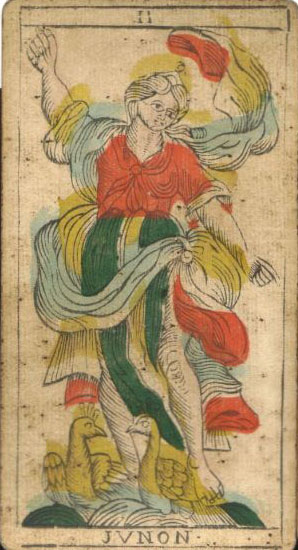
Juno
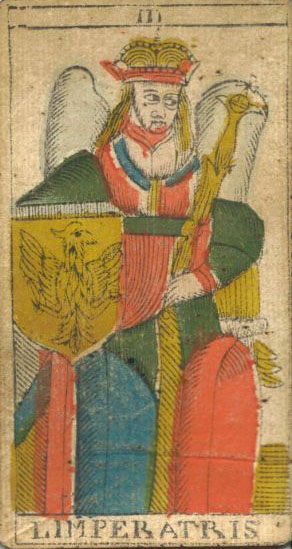
Die Herrscherin
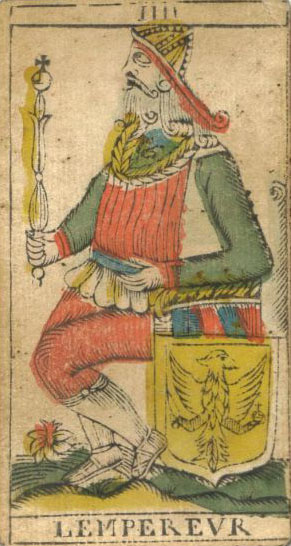
Der Herrscher
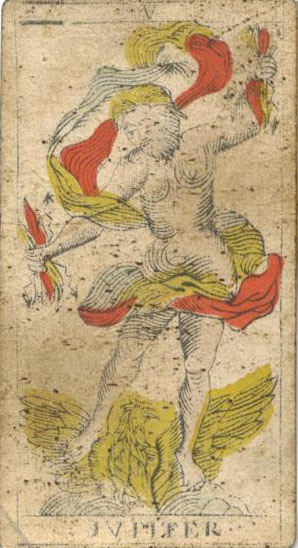
Jupiter
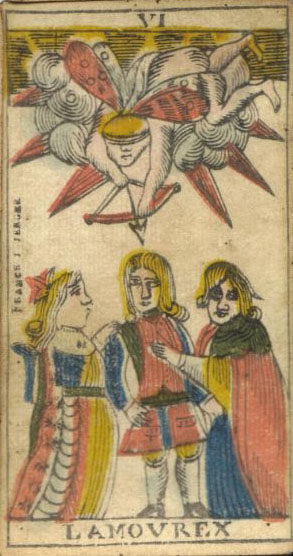
Die Liebenden
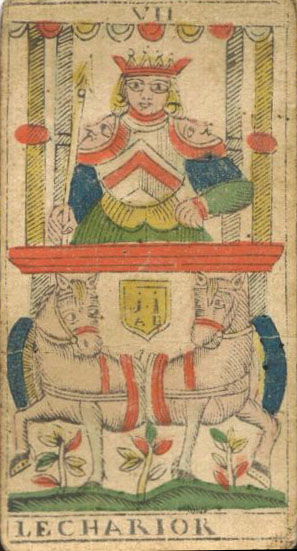
Der Wagen
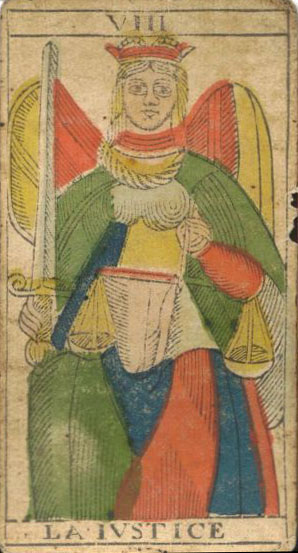
Die Gerechtigkeit
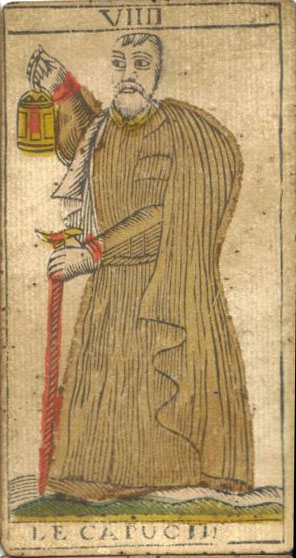
Der Eremit
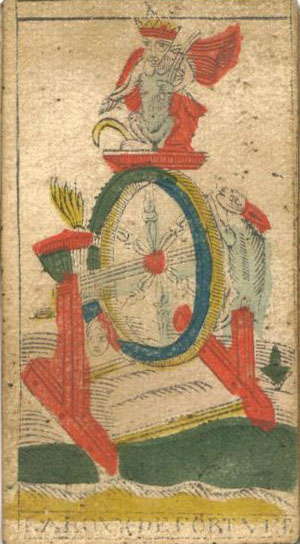
Das Rad des Schicksals
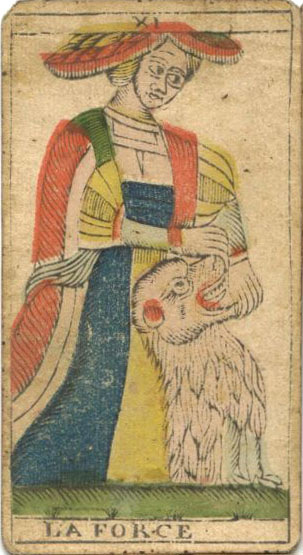
Die Kraft
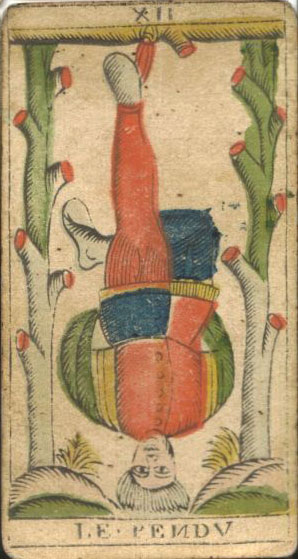
Der Gehängte
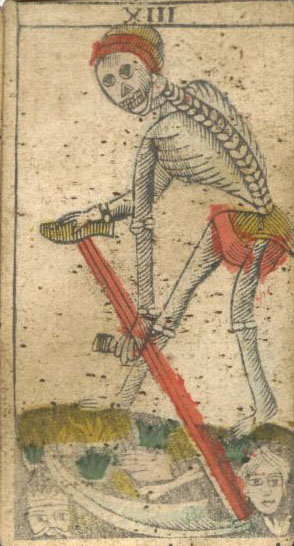
Der Tod
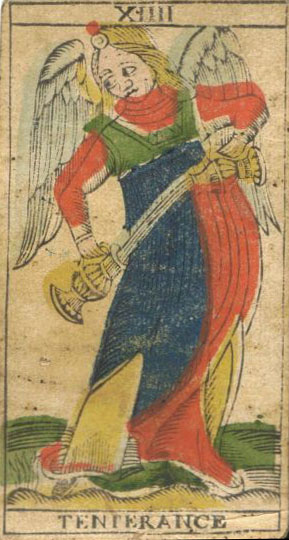
Die Mäßigkeit
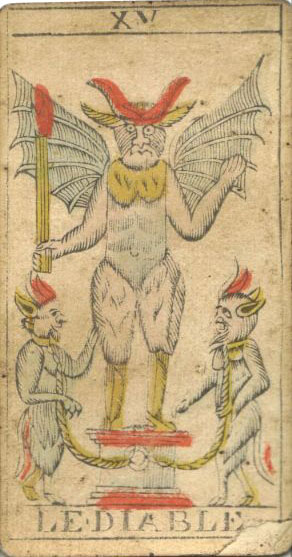
Der Teufel
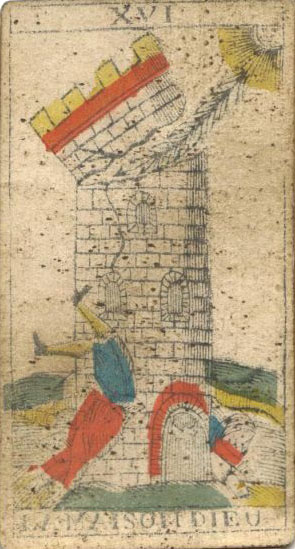
Der Turm
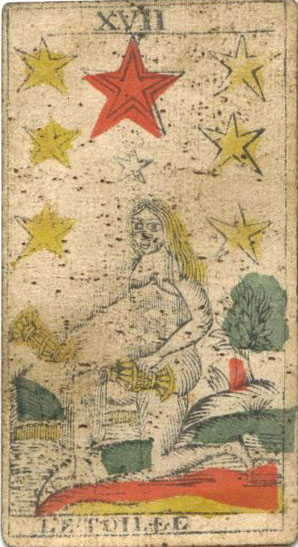
Der Stern
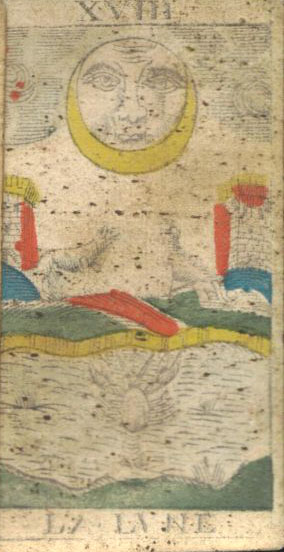
Der Mond
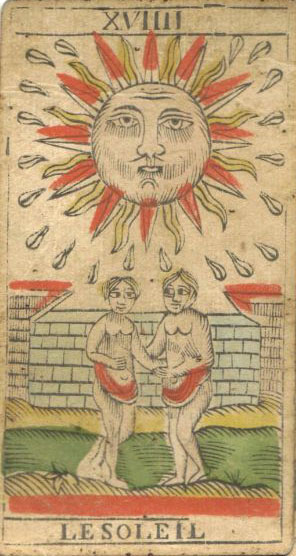
Die Sonne
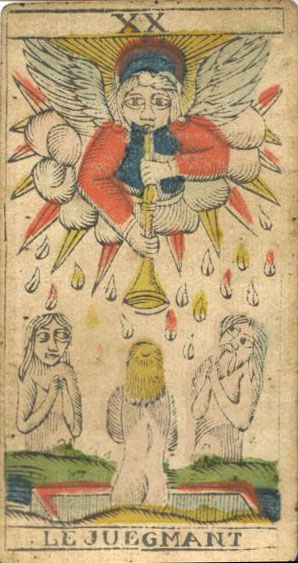
Das Gericht
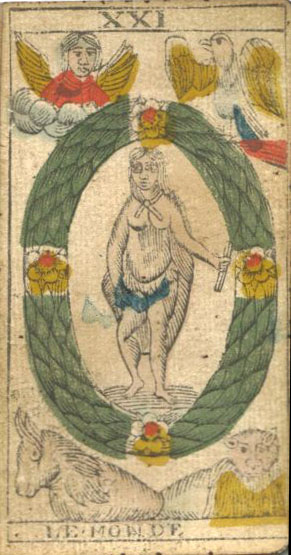
Die Welt